# Rendőrsztori (televíziós sorozat)
A Rendőrsztori Horváth Csaba rendezte 2000-ben készült színes, 4 részes magyar akciófilm-sorozat, ami 2002. szeptember 25. és október 14. futott először a TV2 műsorán. A sorozat az 1998-ban készült Európa expressz című nagyjátékfilm folytatása, bár itt egyes szereplőket már más színészek alakítanak.

## Szereplők
- Xantus Barbara – Papp Edit
- Rékasi Károly – Jimmy
- Bozsó Péter – Béci
- Szilágyi Tibor – Dr. Papp Gábor ezredes
- ifj. Jászai László – Golyó
- Gáspár András – Kenő
- Sven Martinek (magyar hangja: Haás Vander Péter) – Edit menedzsere
- Rubold Ödön – Kovács alezredes
- Linka Péter – Greg
- Bánfalvy Ágnes – Komárominé/Teri
- Dimulász Miklós – Komáromi
- Bálint András – Dorozsmai Gábor/Fred Kalder
- Tordy Géza – Szőke Kornél
- Söptei Andrea – Éva
- Bodnár Erika – Ács Ferencné
- Gulyás Kiss Zoltán

## Epizódok
- 1. rész: A Komáromi-gyilkosság

Epizódszereplők: Körtvélyessy Zsolt, Papp Zoltán, Pálffy István, Dániel Vali, Szélyes Imre
Emberrablók fészkelték be magukat a Dunán egy használaton kívüli hajóra. A bűnözők egy gazdag üzletember gyermekét tartják fogságban, a fiúért cserébe egymillió márkát és szabad elvonulást követelnek. A túsz megmentésére indított akciót Kovács alezredes, a rendőrség különleges ügyosztályának helyettes vezetője irányítja. Kovács úgy dönt, kommandósokat küld a hajóra annak ellenére, hogy a feladat igen veszélyesnek ígérkezik. A kommandósok helyett azonban Jimmy és Kenő, két fiatal rendőr menti meg a helyzetet, amit Kovács alezredes nem néz jó szemmel...
- 2. rész: A múltat eltörölni[3]

Epizódszereplők: Trokán Péter, Incze Ildikó, Kálloy Molnár Péter, Balázsi Gyula, Mészáros Károly
Jimmy megszállottan követi Editet. A nyomozás Bárdosnál, a kaszinótulajdonosnál indul, aki a legnagyobb hitelezője volt Dorozsmai Gábor sztár plasztikai sebésznek, akit feltehetően tartozásai miatt, melyet játékszenvedélyének köszönhetett, meggyilkoltak. Bárdos ártatlanságának bizonyítására átad egy váltót, melyet Dorozsmai neki írt alá, és a halála után lett volna csak esedékes. A kaszinóból kifelé jövet Jimmy elmondja Bécinek, hogy régebben szenvedélyesen játszott ő is, és ismerte Dorozsmait. Béci ott hagyja Jimmyt, mivel az elkezd játszani, azonban a kaszinó előtt Bécit autótolvajok leütik, kórházba kerül. Jimmyt társa magára hagyása miatt felfüggesztik.
- 3. rész: A boldogság-sorozat[4]

Epizódszereplők: Bregyán Péter, Dora György, Gyuriska János, Éless Béla
Sorozatgyilkos tartja rettegésben a várost, az egész különleges ügyosztály az eseten dolgozik. Edit tv-műsora is a témával foglalkozik. Kiderül, hogy korábban az egyik áldozat megkereste őt, és a grafika, amit átadott neki, a bűntények kulcsát jelenti. A probléma csak az, hogy a gyilkos is látja a műsort, és üldözőbe veszi Editet...
- 4. rész: Becsületgól

Epizódszereplők: Borbiczki Ferenc, Gallusz Nikolett, Szatmári Attila
Papp ezredes megbízza a fiúkat, hogy nézzenek utána Ács Ferenc, a híres kézilabdázó, sikeres klubelnök öngyilkosságának, mivel annak felesége, akit régről ismer, állítja, hogy megölték a férjét. Az egyesületnél sikkasztás nyomaira bukkannak a fiúk, így elhatározzák, hogy Béci, mint gyúró beépül a klub életébe, ahol már első nap tiltott szerek nyomára bukkan...

## Érdekességek
- A sorozatot 2000-ben forgatták, a forgatás után két évre dobozba került, és csak 2002-ben mutatták be.
- A sorozat eredetileg 6 részes volt, azonban csak a 4. részig mutatták be.
- Mivel Dobó Kata ekkor Amerikában élt, Stohl András pedig másik csatornához szerződött, éppen ezért itteni szerepüket Xantus Barbara és Bozsó Péter vette át. Kamarás Iván szerepét itt valamiért Rékasi Károly vette át.
- Rubold Ödön az Európa expresszben a jegyvizsgálót alakította, akit a film végén megölnek, itt viszont állandó szerepet kapott Kovács alezredesként.
- A 2. rész egyik jelenetében az iroda falán az Európa expressz moziplakátja látható.